# Tawny Kitaen
Tawny Kitaen, nome artístico de Julie Kitaen (San Diego, 5 de agosto de 1961 -  Newport Beach, 7 de maio de 2021) foi uma atriz norte-americana.
O seu pai, Terry, era um operário e Linda, sua mãe, professora. Começou a usar o nome Tawny por iniciativa própria ao 12 anos. Cursou a universidade Mission Bye High School, contudo, não se formou.

## Principais trabalhos
O primeiro trabalho de Kit a render-lhe aplausos foi Blue Jeans em 1977. Ao lado de Tom Hanks e Adrian Zmed, estrelou em 1984 a comédia Bachelor Party (Brasil: A Última Festa de Solteiro / Portugal: Solteiros e Tarados).  Em 1987 apareceu no videoclipe Here I go again, da banda Whitesnake, a pedido do vocalista e na época seu namorado, o rock star David Coverdale, com quem foi casada entre 1989 e 1991. Nessa época participou de diversos videoclipes da banda, como Is This Love e Still of the Night. Com uma carreira que não lhe rendeu grande destaque no cinema, participou ainda de alguns reality shows na TV, incluindo a sexta temporada de The Surreal Life, da VH1, em 2006, e Celebrity Rehab with Dr. Drew, em 2008, na mesma emissora.

## Problemas
- Em 13 de Dezembro de 2001 foi presa por danificar um carro.
- Em 1 de Abril de 2002 foi presa novamente por atacar o até então marido, o jogador de beisebol profissional Chuck Fynley. Chuck pediu o divórcio três dias depois do ataque.
- Kitaen admitiu tomar remédios por conta própria, admitindo, igualmente, que sofria de depressão.
- Perdeu a guarda dos 3 filhos para o marido e foi condenada a pagar 5 000 dólares  a uma instituição de caridade.
- Em 2006 foi surpreendida com cocaína e no mesmo ano entrou em um centro de reabilitação por aconselhamento médico.

## Morte
Tawny Kitaen morreu em 07 de maio de 2021, em Newport Beach, Califórnia, EUA. A autópsia registrou a causa oficial da morte como cardiomiopatia dilatada, 
doença cardíaca comum que provoca a dilatação excessiva do músculo do coração. Os fatores que contribuíram para a morte de Tawny foram: artérias obstruídas, uso de antidepressivos, sedativos, Tylenol, analgésicos nervosos e opióides. Não houve indícios de que o uso álcool, drogas ou pílulas influenciaram na morte. Também a possibilidade de suicídio foi descartada.

## Legado
Além do cinema, Tawny Kitaen ficou eternizada na história do rock pelas aparições em capas dos álbuns Ratt (1983) e Out of the Cellar (1984), e no clipe de “Back For More”, também do Ratt. Outros dos trabalhos muito lembrados da atriz foram os clipes “Is This Love”, “Here I Go Again”, “Still of the Night” e “The Deeper the Love”, do Whitesnake.

## Filmografia
- Surreal life (2006)
- Tom 51 (2005)
- Happy Hour (2002)
- Beggars and Choosers (1999)
- Dead Tides (1997)
- Hercules: The Legendary Journeys (1995-1997)
- Playback (1996)
- Burke's Law (1995)
- Hercules in the Maze of the Minotaur (1994)
- Hercules in the Underworld (1994)
- Hercules and the Circle of Fire (1994)
- Married with Children (1994)
- Three of Hearts (1993)
- Eek! the Cat (1992)
- The New WKRP in Cincinnati (1991-1993)
- Seinfeld (1991)
- Veronica Clare (1991)
- Shades of LA (1991)
- They Came from Outer Space (1991)
- Santa Barbara (1984)
- Booker (1989)
- White Hot (1989)
- Happy Hour (1987)
- Glory Years (1987)
- Witchboard (1986)
- Instant Justice (1986)
- Corazón de cristal (1986)
- California Girls (1985)
- Bachelor Party (1984)
- Gwendoline (1984)
- Malibu (1983)
- Capitol (1982)
- Blue Jeans (1977)